# Georges Cornet d'Elzius de Peissant
Pour les articles homonymes, voir Cornet d'Elzius et Cornet.
Georges-Marie-Joseph-Ghislain Cornet d'Elzius de Peissant, né le 10 avril 1872 à Bruxelles et mort le 11 décembre 1946 à Bruxelles, est un homme politique belge.

## Fonctions et mandats
- Conseiller communal d'Achel : 1901
- Bourgmestre d'Achel : 1901
- Conseiller provincial de Limbourg : 1905-1921
- Sénateur : 1921-1929 (remplaçant Camille Desmaisières)

## Généalogie
- Fils de Alfred Charles (1839-1858) et Cécile Marie Aline de Theux de Meylandt (1839-1924);
- Epouse Jeanne Maskens (1880-1958);
  - Ont un fils : Thierry François (1912-2002).

## Sources
- P. Van Molle, Het Belgisch parlement, p. 51.

- Ressource relative à plusieurs domaines :   - ODIS